# ERP44
بروتين الشبكة الإندوبلازمية المقيم 44 (ERp44) والمعروف أيضًا باسم بروتين 4 المحتوي على مجال الثيوريدوكسين (TXNDC4) هو بروتين يتم ترميزه في البشر بواسطة جين ERP44.

## التفاعل
لقد ثبت أن TXNDC4 يتفاعل مع ERO1L.